# Route 287 (Québec)
Pour les articles homonymes, voir Route 287.
La route 287 (R-287) est une route régionale québécoise d'orientation nord / sud située sur la rive sud du fleuve Saint-Laurent. Elle dessert la région administrative du Bas-Saint-Laurent.

## Tracé
La route 287 débute à Lac-de-l'Est, à l'extrémité sud de la municipalité de Mont-Carmel. Elle se termine au nord à Saint-Denis-De La Bouteillerie, où elle croise la route 132 près du fleuve Saint-Laurent. La chaussée est revêtue de gravier près du Lac de l'Est.
La route est sous la gestion du Ministère des Transports sur une petite partie de son tracé, entre le centre du village de Mont-Carmel et l'extrémité nord de l'itinéraire. La route est sous la gestion de la municipalité de Mont-Carmel sur 33 km entre le lac de l'Est et le centre du village.

## Localités traversées (du sud au nord)
Liste des municipalités dont le territoire est traversé par la route 287, regroupées par municipalité régionale de comté.

### Bas-Saint-Laurent
Kamouraska
- Mont-Carmel
- Saint-Philippe-de-Néri
- Saint-Denis-De La Bouteillerie

## Intersections majeures
| MRC        | Municipalité                   | km    | Destinations                         | Notes                |
| ---------- | ------------------------------ | ----- | ------------------------------------ | -------------------- |
| Kamouraska | Mont-Carmel                    | 0,00  | Rue des Trembles / Rue des Épinettes |                      |
| Kamouraska | Saint-Philippe-de-Néri         | 36,00 | R-230 – Saint-Pâcome, Saint-Pascal   |                      |
| Kamouraska | Saint-Philippe-de-Néri         | 36,10 | A-20 – Québec, Rivière-du-Loup       | Sortie 456 de l'A-20 |
| Kamouraska | Saint-Denis-De La Bouteillerie | 41,40 | R-132 – Rivière-Ouelle, Kamouraska   |                      |
|            |                                |       |                                      |                      |